# La razón de mi vida

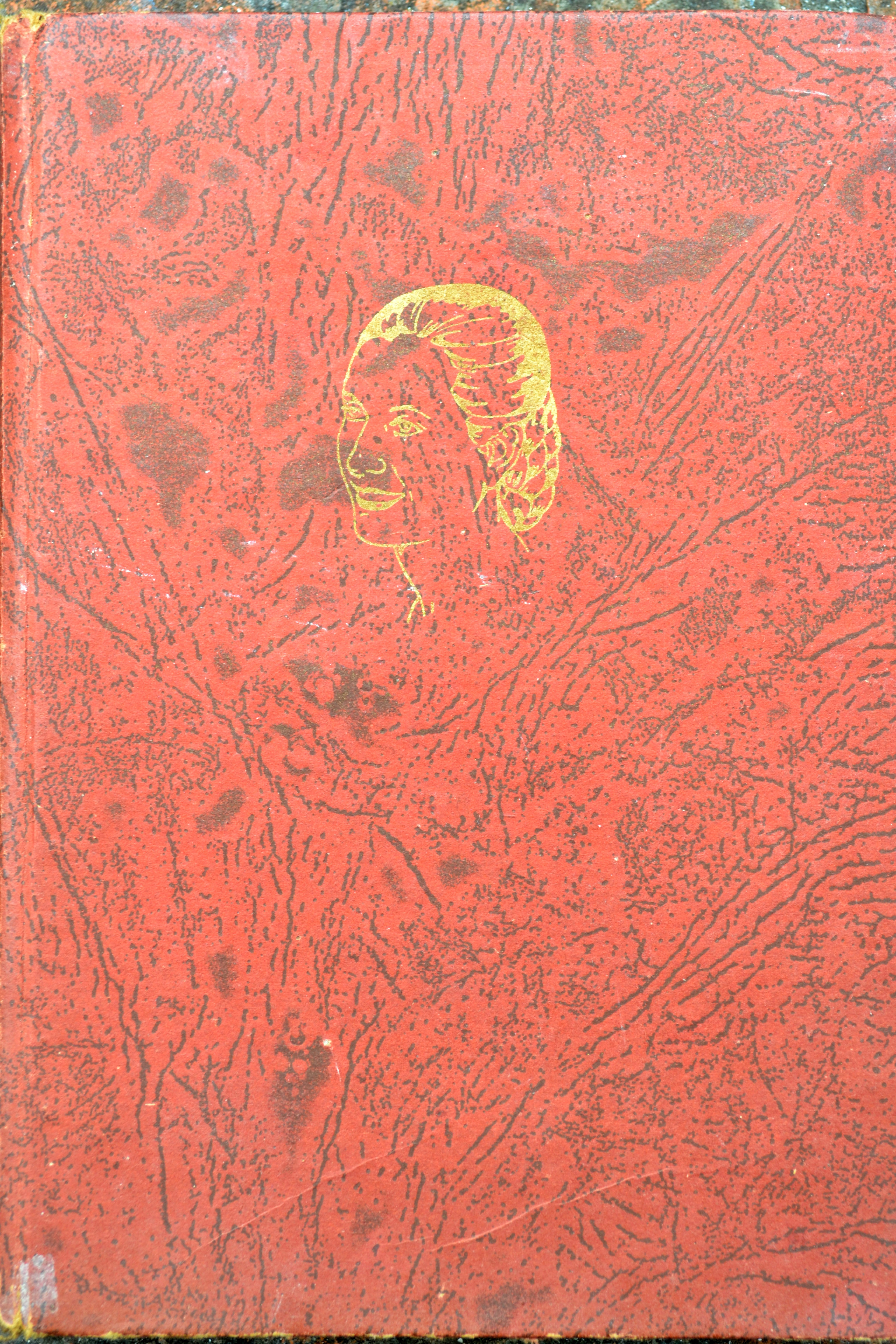
Tapa del libro en la edición original de 1951.

La razón de mi vida es un libro autobiográfico de Eva Perón, por entonces la primera dama de la Nación Argentina, además de presidenta del Partido Peronista Femenino y de la Fundación Eva Perón. 
Fue publicado inicialmente el 15 de septiembre de 1951 por ediciones Peuser, con una tirada de 300 000 ejemplares, y fue reeditado en numerosas ocasiones.

## Descripción

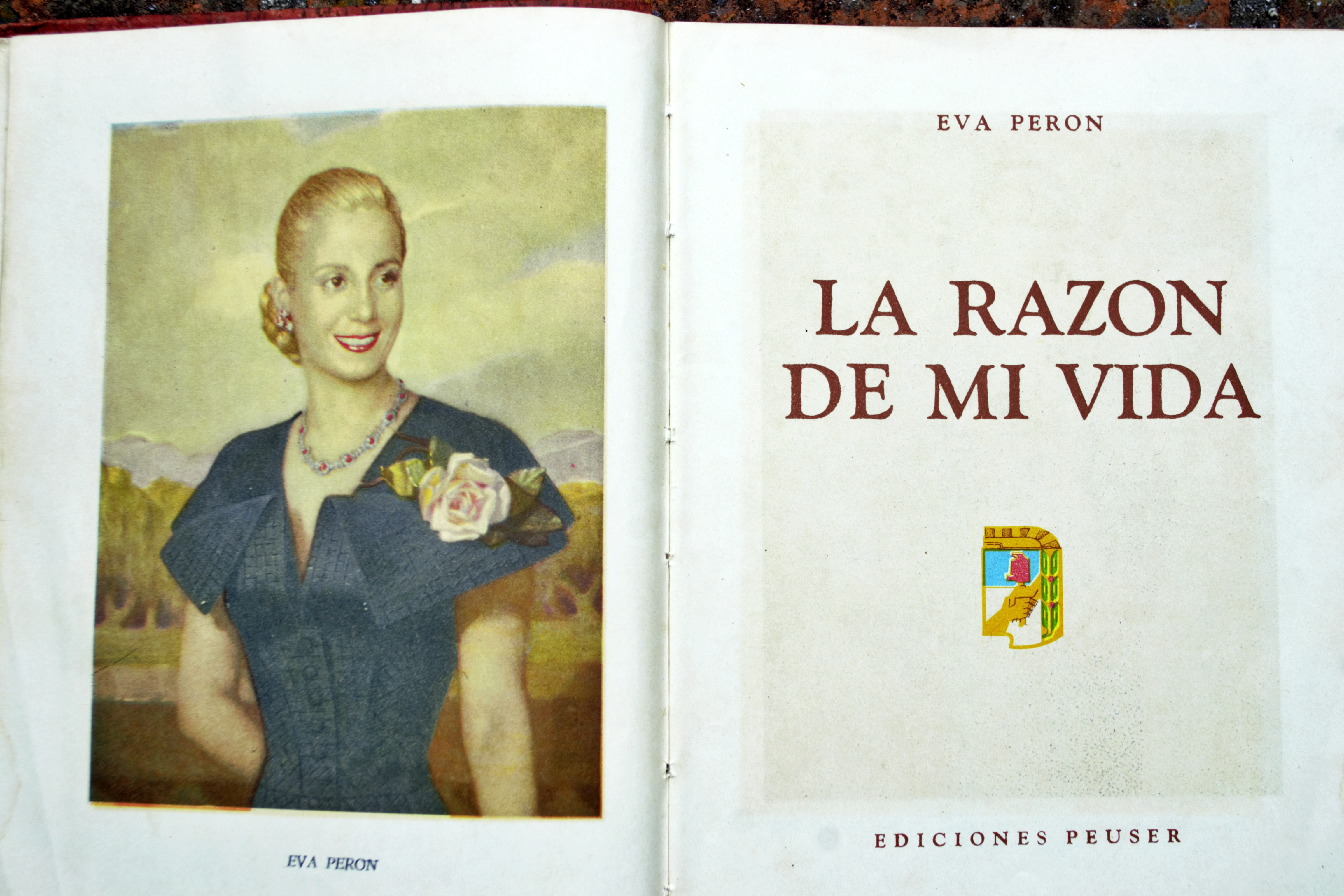
Primeras dos páginas del libro en la edición original de 1951. Se puede apreciar que se le atribuye directamente a Eva Perón.

El libro se trata de un manifiesto partidario, en el que describe sus vivencias personales y su adhesión al proyecto político de Juan Domingo Perón. Se divide en tres partes, con un total de dieciocho capítulos/temas en la primera, veintiocho en la segunda y trece en la tercera.
Primera parte-Las causas de mi misión
- Capítulo 1: Un caso de azar

- Capítulo 2: Un gran sentimiento

- Capítulo 3: La causa del «sacrificio incomprensible»

- Capítulo 4: Algún día todo cambiará

- Capítulo 5: Me resigné a ser víctima

- Capítulo 6: Mi día maravilloso

- Capítulo 7: ¡Sí, este es el hombre de mi pueblo!

- Capítulo 8: La hora de la soledad

- Capítulo 9: Una gran luz

- Capítulo 10: Vocación y destino

- Capítulo 11: Sobre mi elección

- Capítulo 12: Demasiado peronista

- Capítulo 13: El aprendizaje

- Capítulo 14: ¿Intuición?

- Capítulo 15: El camino que elegí

- Capítulo 16: Eva Perón y Evita

- Capítulo 17: Evita

- Capítulo 18: Pequeños detalles

Segunda parte-Los obreros y mi misión
- Capítulo 19: La Secretaría

- Capítulo 20: Una presencia superior

- Capítulo 21: Los obreros y yo

- Capítulo 22: Una sola clase de hombres

- Capítulo 23: Descender

- Capítulo 24: La tarde de los miércoles

- Capítulo 25: Los grandes días

- Capítulo 26: Dondequiera que este libro se lea

- Capítulo 27: Además de la justicia

- Capítulo 28: El dolor de los humildes

- Capítulo 29: Los comienzos

- Capítulo 30: Las cartas

- Capítulo 31: Tardes de ayuda social

- Capítulo 32: Caridad o beneficencia

- Capítulo 33: Una deuda de cariño

- Capítulo 34: Finales de jornada

- Capítulo 35: Amigos en desgracia

- Capítulo 36: Mi mayor gloria

- Capítulo 37: Nuestras obras

- Capítulo 38: Nochebuena y Navidad

- Capítulo 39: Mis obras y la política

- Capítulo 40: La lección europea

- Capítulo 41: La medida de mis obras

- Capítulo 42: Una semana de amargura

- Capítulo 43: Una gota de amor

- Capítulo 44: Cómo me pagan mi pueblo y Perón

- Capítulo 45: Mi gratitud

- Capítulo 46: Un idealista

Tercera parte-Las mujeres y mi misión
- Capítulo 47: Las mujeres y mi misión

- Capítulo 48: El paso de lo sublime a lo ridículo

- Capítulo 49: Quisiera mostrarles un camino

- Capítulo 50: El hogar o la fábrica

- Capítulo 51: Una idea

- Capítulo 52: La gran ausencia

- Capítulo 53: El Partido Peronista Femenino

- Capítulo 54: No importa que ladren

- Capítulo 55: Las mujeres y la acción

- Capítulo 56: La vida social

- Capítulo 57: La mujer que no fue elogiada

- Capítulo 58: Como cualquier otra mujer

- Capítulo 59: No me arrepiento

## Redactor
El libro fue dictado por Eva Perón al periodista español Manuel Penella de Silva, cuando ya estaba avanzado el cáncer que la llevaría a la muerte.
El sacerdote Hernán Benítez, confesor espiritual, además de muy cercano colaborador de Evita, revela en una entrevista el origen del libro, y refiere lo siguiente:

Lo escribió Penella de Silva, estupendo, muy buen escritor. Ella lo conoció en Europa, durante su viaje. Después él vino a Buenos Aires. Yo tuve a sus hijas en mi curso de Antropología. Penella había escrito unos apuntes para una biografía de la señora de Roosevelt, el presidente estadounidense. ¿Sabía usted eso? Mire que es muy poco conocido. Ella le propuso que los adaptara para relatar su vida. Lo hizo y salió muy bien, requetebién. Pero escrito muy en español. Entonces, los borradores los tomó Mendé. Un escritor simple, sencillo y con un estilo muy de mujer, lo digo sin ánimo de crítica. El libro salió muy bien escrito, pero tenía muchos inventos, muchas macanas. Mendé lo escribió pensando en quedar bien con Perón. Salieron cosas ridículas. Por ejemplo, en lo que se refiere a los días de octubre del 45, donde dice: «No te olvides de los descamisados». ¡Qué descamisados ni que ocho cuartos! Él no se acordó ese día. Quería el retiro e irse. El libro contiene, entonces, muchas falacias.
Hernán Benítez

## Trascendencia
Se publicó inicialmente el 15 de octubre de 1951 por la editorial Peuser, de Buenos Aires. Ese día, el matrimonio Perón recibió los dos primeros volúmenes, impresos en cuero pergamino, junto a otros cien ejemplares numerados, con otros 300 000 libros que salieron al público. Desde muy temprano se formaron largas filas de interesados en la puerta de la editorial. Se vendieron 25 000 ejemplares en menos de 24 horas.
La misma conmoción se produjo al mes siguiente, el día en que fueron lanzados los 500.000 volúmenes de la edición popular, que agotó un millón de ejemplares en diez meses.
En 1952, poco antes de la muerte de Evita, el Congreso de Argentina ordenó que la autobiografía fuera de lectura obligatoria en las escuelas de todo el país, luego de que hubiera sido declarado de interés cultural por las legislaturas provinciales de Buenos Aires y Mendoza. La Fundación Eva Perón distribuyó cientos de miles de ejemplares en forma gratuita.
Luego de su edición se intentó publicarlo internacionalmente, pero numerosas editoriales extranjeras se negaron a imprimirlo. No obstante, en 1954 ―durante el segundo gobierno de Perón, en su campaña de difusión de la cultura argentina en Cercano Oriente― Malatios Khouri lo tradujo al árabe.

## Prohibición
El 9 de marzo de 1956, por el decreto ley 4161 del dictador Pedro Eugenio Aramburu, se prohibió (bajo pena de prisión de 6 años o más) 
- Nombrar a Perón y Evita
- Cantar las marchas partidarias
- Utilizar las expresiones «tercera posición», «justicialista» o «peronismo».
- Leer los discursos o escritos de Perón
- Utilizar el escudo peronista
- Escribir las iniciales E. R., J. P. o P. P.
- Leer La razón de mi vida, por lo cual leer, publicar o poseer una copia del libro se convirtió en delito.